# Skinne sjö
Skinne sjö är en sjö i Ljungby kommun i Småland och ingår i Lagans huvudavrinningsområde. Sjön har en area på 0,0654 kvadratkilometer och ligger 148,1 meter över havet.

## Delavrinningsområde
Skinne sjö ingår i det delavrinningsområde (629932-137832) som SMHI kallar för Mynnar i Kösen. Medelhöjden är 151 meter över havet och ytan är 58,9 kvadratkilometer. Räknas de 3 avrinningsområdena uppströms in blir den ackumulerade arean 133,26 kvadratkilometer. Kåtån som avvattnar avrinningsområdet har biflödesordning 3, vilket innebär att vattnet flödar genom totalt 3 vattendrag innan det når havet efter 101 kilometer. Avrinningsområdet består mestadels av skog (55 procent), jordbruk (16 procent) och sankmarker (18 procent). Avrinningsområdet har 0,14 kvadratkilometer vattenytor vilket ger det en sjöprocent på 0,2 procent.